# Ad Melkert
Adrianus Petrus Wilhelmus Melkert, dit Ad Melkert, né le 12 février 1956 à Gouda, est un homme politique néerlandais, membre du Parti du travail (PvdA).

## Biographie

### Débuts
En 1974, il adhère au Parti politique des radicaux (PPR), formation chrétienne de gauche, et entreprend des études de sciences politiques à l'université d'Amsterdam. Il les termine sept ans plus tard et quitte dans le foulée le PPR, pour rejoindre le Parti du travail (PvdA) en 1982.

### Un cadre travailliste
Élu député à la Seconde Chambre des États généraux en 1986, il prend la présidence des élus travaillistes de la commission des Finances à la suite des élections de 1989.
Le 22 août 1994, Ad Melkert est nommé à 38 ans ministre des Affaires sociales et de l'Emploi dans le premier cabinet de coalition violette du Premier ministre travailliste Wim Kok. Il se charge alors à mettre fin au chômage de longue durée, à flexibiliser le marché du travail, à lutter contre le travail non déclaré et à réformer le système de sécurité sociale.

### Chef du PvdA
Après les élections législatives de mai 1998, il quitte le gouvernement le 3 août. Il devient alors président du groupe travailliste à la Seconde Chambre, qui totalise 45 sièges sur 150. Le 15 décembre 2001, il est choisi comme nouveau chef politique du PvdA, en remplacement de Kok. Il est investi en conséquence tête de liste pour les législatives du 15 mai 2002.
Lors du scrutin, les travaillistes perdent la moitié de leurs députés et rétrogradent à la quatrième place des forces politiques. C'est une déroute historique depuis la création du parti en 1946. Il renonce alors à l'ensemble de ses fonctions et se retire de la vie politique. Après l'intérim exercé par Jeltje van Nieuwenhoven, Wouter Bos lui succède.

### Retrait de la politique

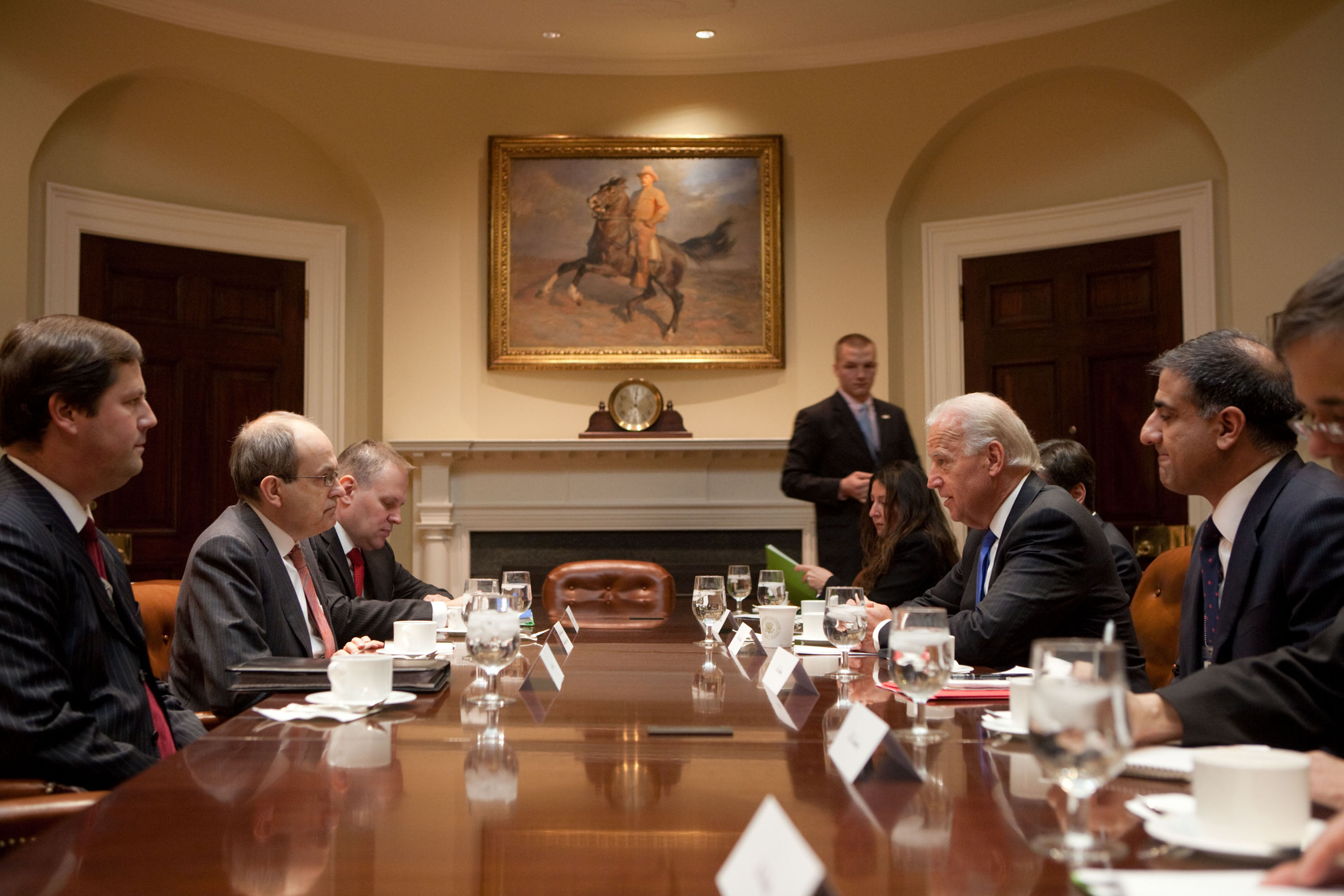
Melkert (à gauche) en tant que représentant spécial du Secrétaire général de l'ONU, avec l'Américain Joe Biden (à droite).

Il est désigné le 1er mars 2006 administrateur du Programme des Nations unies pour le développement (PNUD), et donc secrétaire général adjoint des Nations unies. Il renonce à ce poste en 2009, afin d'occuper celui de représentant spécial du Secrétaire général de l'ONU pour l'Irak jusqu'au 1er octobre 2011.
Il devient conseiller d'État en service extraordinaire le 20 janvier 2016.